# Папа Теодор I
Папа Теодор I (лат. Theodorus; 14. мај 649.) је био 73. папа од 24. новембра 642. до 14. маја 649.